# Leksands Sparbank
Leksands Sparbank är en sparbank som bildades i Leksand år 1870. Banken har kontor i Leksand, Rättvik och Insjön.